# المتحف الأيسلندي لدراسة القضيب
المتحف الآيسلندي لدراسة القضيب (بالآيسلندية: Hið Íslenzka Reðasafn)‏ يقع هذا المتحف في ريكيافيك بآيسلندا، وهو أول متحف للفالولوجي «الدراسة العلمية للقضيب» بالعالم وهو الأكبر أيضاً حيث يعرض المتحف 280 عينة من 93 نوع من الحيوانات، وتشمل 55 عينة تم أخذها من الحيتان، 36 من زعنفيات الأقدام، 118 من حيوانات ثديية برية.
في العام 2001 تم عرض أول قضيب بشري من أصل 4 تعهد أصحابهم بالتبرع بهم للمتحف بعد وفاتهم.
تم إنشاء هذا المتحف في العام 1997 على يد مدرس متقاعد يدعى سيجوريور هيارتيسون " Sigurður Hjartarson " ويديره حالياً ابنه، ويُعتقد أنه يزور هذا المتحف 11.000 زائر سنوياً.